# Иверак (планина)
Иверак се налази на територији града Лознице, у непосредној близини планине Цер, тако да има мишљења да је Иверак огранак Цера.
Са највишим врхом Дебели рт са 426 метара надморске висине, Иверак спада у ред ниских планина. Врло је богат потоцима (Рибарички, Клокочевац, Градиштина, Осоје, Панића поток, Језерин, Зеленика), док је површина прекривена разноврсним дрвећем (буква, храст, цер, багрем, грам, црни бор, липа, бели бор, смрча, ариш, јавор, црни граб).
На планини постоје остаци манастира којег је подизао јеромонах Георгије Бојић-Џиџа, родом из Јаска. Група мештана покренули су иницијативу да се обнови манастир, очистили простор и поставили спомен плочу. Споменик у облику крста је постављен и на извору испод саме рушевине.  